# الحرب الجيدة (رواية)
الحرب الجيدة: تاريخ شفوي للحرب العالمية الثانية، هي روايات شفوية كتبها ستادز تيركل عام 1984، نال عليه جائزة بولتيزر عام 1985 للقصص الغير الخيالية، الكتاب هو روايات مباشرة من الذين عاشوا أو شاركوا في الحرب بعد مقابلات معهم اجراها المؤلف، ويبدأ من تورط أمريكا في الحرب العالمية الثانية، بيرل هاربور، حتى نهاية الحرب.